# Hambleden Mill
Hambleden Mill ("Mulino di Hableden" in italiano), è uno storico mulino ad acqua sulle rive del Tamigi a Mill End, presso il villaggio di Hambleden nel Buckinghamshire, in Inghilterra. Tramite un ponte è collegato al porto di Hambleden. Terminata la sua attività nel 1955, la struttura è stata convertita in appartamenti. A sudest del mulino si trova un sito di scavi archeologici di una villa romana.

## Storia
La presenza di un mulino presso Hambleden è registrata già nel Domesday Book nel 1086, quando era di proprietà della regina Matilde e rendeva 20 scellini all'anno, assieme a una pescheria che fruttava 1000 anguille all'anno. Prima del 1235 il mulino venne concesso all'abbazia di Keynsham. Alison Uttley lo descrisse come "il più bel posto di tutta la valle del Tamigi." La parte più antica dell'attuale mulino risale al XVIII secolo, ma probabilmente incorpora parti risalenti al XVII secolo.
Nel XIX secolo il mulino divenne particolarmente noto in quanto iniziò a rifornire della farina la ditta Huntley & Palmers, un biscottificio di Reading che nel giro di qualche decennio divenne il più grande biscottificio del mondo. Il mulino rimase in attività sino alla metà degli anni '50 del Novecento dopo che nel 1939 alle pale originali vennero aggiunte anche delle turbine elettriche. Cadde poi in disuso negli anni '70, quando nel 1974 la proprietà ottenne il permesso di riconversione in appartamenti.
Nei pressi del mulino, lontano dal fiume, si trova l'abitazione del mugnaio, anch'essa risalente agli ultimi decenni del XVIII secolo.
L'area è stata posta sotto tutela nel 1982.